# Kaas chante Piaf
Kaas chante Piaf är det nionde studioalbumet av den franska sångerskan Patricia Kaas som släpptes den 5 november 2012. Albumet innehåller endast covers, och är en hyllning till hennes stora idol Edith Piaf.

## Låtlista
1. Padam, Padam (Henri Contet / Norbert Glanzberg)
2. Mon dieu (Michel Vaucaire / Charles Dumont)
3. La foule (Dizeo Enrique / Amato Angel)
4. Paris (André Bernheim)[3]
5. Les amants d'un jour (Edith Delecluse – Michelle Fricault / Marguerite Monnot)
6. Emporte-moi (Jacques Plante / Françis Lai)
7. Milord (Joseph Mustacchi / Marguerite Monnot)
8. Avec le soleil (Jacques Larue / Philippe Gerard)
9. C'est un gars (Pierre Roche / Charles Aznavour)
10. Mon manège à moi (Jean Constantin / Norbert Glanzberg)
11. Et moi (Michel Emer)
12. La belle histoire d'amour (Edith Piaf / Charles Dumont)
13. La vie en rose (Edith Piaf / Louiguy)
14. Hymne à l'amour (Edith Piaf / Marguerite Monnot)
15. Non, je ne regrette rien (Michel Vaucaire / Charles Dumont)
16. Song for the Little Sparrow (Abel Korzeniowski)[4]